# جان شنکس
جان شنکس (انگلیسی: John Shanks؛ زادهٔ ۱۸ دسامبر ۱۹۶۴) یک موسیقی‌دان اهل ایالات متحده آمریکا است.